# Hugo Gutiérrez Gálvez
Hugo Humberto Gutiérrez Gálvez (Iquique, 5 d'octubre de 1961) és un advocat i polític xilè. És conegut per la seva labor com advocat a favor de les víctimes de diversos casos de violació de drets humans ocorreguts durant la dictadura militar a Xile (1973-1990). És militant del Partit Comunista de Xile.
Va ser escollit diputat en el període 2010-2014 pel districte electoral Núm. 2, corresponent a les comunes d'Alto Hospicio, Camiña, Colchane, Huara, Iquique, Pica i Pozo Almonte.

## Biografia
Va néixer a el 5 d'octubre de 1961 a Iquique. És fill d'Hugo Gutiérrez Lara, que va ser sotsoficial de l'Exèrcit de Xile i va fer la seva carrera militar en l'àrea d'intel·ligència, i Margarita Luisa Gálvez Díaz.
Va estudiar Dret a la Universitat de Concepción i el 1988 es va establir a Santiago de Xile. Posseeix un postgrau en Dret tributari.
Està casat amb Carmen Barrera Hennings i és pare de sis fills: Paloma, Ramiro, Alondra, Valeria, Manuela i Pedro.

### Carrera professional
Des de la dècada del 1990 ha estat advocat querellant en diverses causes de violació dels drets humans comesos a Xile durant la dictadura militar d'Augusto Pinochet, essent representant de les famílies de persones desaparegudes i de la Corporació de Promoció i Defensa dels Drets del Poble (CODEPU), organització de la qual forma part des de 1989. Ha participat en els casos de la «Caravana de la mort» i en el desaforament a Augusto Pinochet.
És integrant de l'Associació Americana de Juristes i ha estat acadèmic de la Universitat ARCIS.

## Carrera política
Es va iniciar en política a la universitat, on va formar part de les joventuts del Partit Socialista de Xile. Més tard es va integrar com a militant al Partit Comunista de Xile (PCCh). El 2004 va ser escollit regidor per la comuna d'Estación Central, exercint en el càrrec fins al 2008.
En les eleccions municipals de 2008 es va presentar com a candidat a alcalde pel PCCh. No obstant això, el fet que el Partit Demòcrata Cristià designés un candidat propi, Néstor Santander, va permetre que el candidat de la Unió Demòcrata Independent, Rodrigo Delgado, guanyés l'alcaldia amb un 36% dels vots, enfront d'un 31% de Gutiérrez i un 20% de Santander.
El 2009 va ser elegit diputat per Iquique a les eleccions del 17 de desembre, mercès al pacte de la Concertació de Partits per la Democràcia amb la coalició política d'esquerres Juntos Podemos. Això li va permetre ser un dels tres primers diputats comunistes (juntament amb Lautaro Carmona i Guillermo Teillier) després de 37 anys d'absència d'aquesta ideologia al parlament.